# Rick Heinrichs
Pour les articles homonymes, voir Heinrichs.
Rick Heinrichs est un chef décorateur et directeur artistique américain.

## Biographie
Diplômé du California Institute of the Arts, il a commencé à travailler chez Walt Disney Pictures où il a rencontré Tim Burton et est devenu l'un de ses collaborateurs réguliers, tout d'abord dans le domaine des effets spéciaux, pour Pee-Wee Big Adventure et Beetlejuice, avant de se tourner vers le département artistique pour Edward aux mains d'argent et L'Étrange Noël de monsieur Jack. Il a reçu l'Oscar des meilleurs décors et le British Academy Film Award des meilleurs décors en 2000 pour Sleepy Hollow.

## Filmographie

### Directeur artistique
- 1992 : Batman : Le Défi, de Tim Burton
- 1993 : Last Action Hero, de John McTiernan

### Chef décorateur
- 1996 : Fargo, de Joel et Ethan Coen
- 1998 : The Big Lebowski, de Joel et Ethan Coen
- 1999 : Sleepy Hollow, de Tim Burton
- 2000 : Endiablé, de Harold Ramis
- 2001 : La Planète des singes, de Tim Burton
- 2003 : Hulk, d'Ang Lee
- 2004 : Les Désastreuses Aventures des orphelins Baudelaire, de Brad Silberling
- 2006 : Pirates des Caraïbes : Le Secret du coffre maudit, de Gore Verbinski
- 2007 : Pirates des Caraïbes : Jusqu'au bout du monde, de Gore Verbinski
- 2010 : Wolfman, de Joe Johnston
- 2011 : Captain America: First Avenger, de Joe Johnston
- 2012 : Dark Shadows, de Tim Burton
- 2012 : Frankenweenie, de Tim Burton
- 2014 : Big Eyes, de Tim Burton
- 2022 : Glass Onion : Une histoire à couteaux tirés de Rian Johnson
- 2024 : The Gorge de Scott Derrickson

## Distinctions

### Récompenses
- Oscar des meilleurs décors et le British Academy Film Award des meilleurs décors en 2000 pour Sleepy Hollow

### Nominations
- Oscar des meilleurs décors en 2005 pour Les Désastreuses Aventures des orphelins Baudelaire
- Oscar des meilleurs décors en 2007 pour Pirates des Caraïbes : Le Secret du coffre maudit
- British Academy Film Award des meilleurs décors en 2007 pour Pirates des Caraïbes : Le Secret du coffre maudit
- British Academy Film Award des meilleurs décors en 2015 pour Big Eyes